# Al Lawrence
Al Lawrence (Jamaica, 26 de abril de 1961) es un atleta jamaicano retirado, especializado en la prueba de 4 x 100 m en la que llegó a ser subcampeón olímpico en 1984.

## Carrera deportiva
En los JJ. OO. de Los Ángeles 1984 ganó la medalla de plata en los relevos 4 x 100 metros, con un tiempo de 38.62 segundos, llegando a meta tras Estados Unidos —que con 37.83 segundos batió el récord del mundo— y por delante de Canadá, siendo sus compañeros de equipo: Greg Meghoo, Don Quarrie, Ray Stewart y Norman Edwards.